# Elli Spagnolo
Pour les articles homonymes, voir Spagnolo.
Elli Spagnolo, née en 2008, est une actrice suisse.

## Biographie
Elli Spagnolo naît en 2008. Son père est un fonctionnaire originaire de Muralto, dans le canton du Tessin ; sa mère est éducatrice spécialisée. Ses grands-parents paternels sont originaires des Pouilles, en Italie.
Elle commence une carrière d'actrice en tenant un des rôles principaux du film La Ligne réalisé par Ursula Meier et présenté en première mondiale en février 2022 en compétition officielle à la Berlinale, film pour lequel elle remporte en 2023 le Prix du cinéma suisse du meilleur second rôle.
Elle vit à Vers-chez-les-Blanc, une localité rattachée à la commune de Lausanne. Elle a deux sœurs et un frère.

## Filmographie
- 2022 : La Ligne d'Ursula Meier : Marion

## Récompenses et distinctions
- 2023 : Prix du cinéma suisse : Meilleure performance dans un rôle de soutien pour son rôle de Marion dans La Ligne

- (en) Elli Spagnolo: Awards, sur l'Internet Movie Database